# ويليام ماكنزي
ويليام ماكنزي هو رائد أعمال كندي، ولد في 17 أكتوبر 1849 في Eldon Township ‏ في كندا، وتوفي في 5 ديسمبر 1923 في تورونتو في كندا.